# BANZAI (木村KAELA單曲)
BANZAI（日語：バンザイ，万歳），為木村KAELA的個人第14張單曲，於2009年5月8日由哥倫比亞音樂公司發行。

## 曲目
1. BANZAI
  - 作詞：木村KAELA ／作曲：木幡太郎（avengers in sci-fi）
2. HOCUS POCUS
  - 作詞：木村KAELA ／作曲：mito（可樂棒）
3. BANZAI（Instrumental）
4. HOCUS POCUS（Instrumental）

## 解説
- 為出道5週年紀念單曲。
- 初回盤付錄DVD，收錄kaela在SakuSaku節目中主持的幕後花絮。
- 「BANZAI」為TBS TV「S☆1」節目主題曲。